# ائتلاف

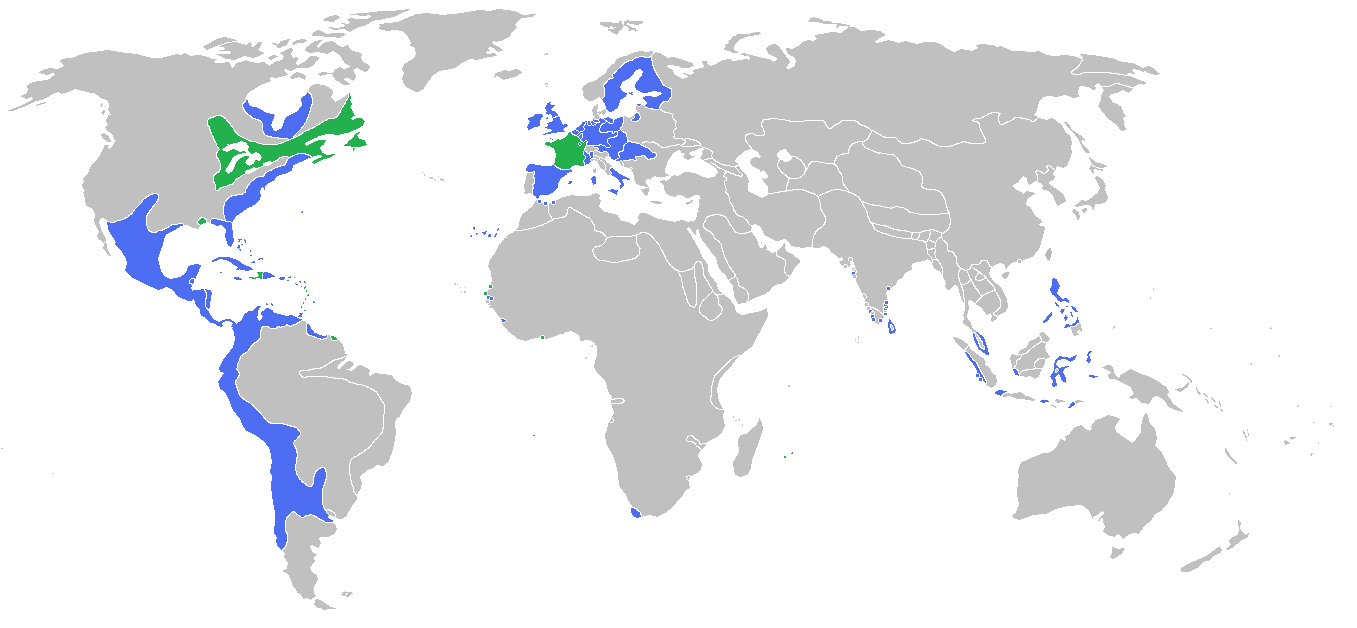

الائتلاف أو التحالف (بالإنجليزية: Alliance/Coalition)‏ هو مصطلح سياسي يُطلق على تحالف مؤقت بين عدد من الأحزاب السياسية للوصول إلى أهداف مشتركة. تحدث عادة في البلدان ذات النظم البرلمانية بسبب تعدد الأحزاب السياسية فيها، عندما لا يستطيع أحد الأحزاب بالفوز بأغلبية المقاعد في البرلمان فيضطر إلى تكوين ائتلاف مع أحزاب أخرى.
الدول متعددة الأحزاب يمكن في العادة تقسيمها إلى قسمين رئيسين هما: الأحزاب اليسارية والأحزاب اليمينية. ولهذا السبب تجد الحكومات الائتلافية متكونة إما من حلف يساري متطرف أو من حلف يميني محافظ.
وينظر إلى الحكومات الائتلافية على أنهم أقل استقرارًا مقارنةً بالحكومات ذات الأنظمة الإتحادية أو الأنظمة الرئاسية، وتلك نتيجة طبيعية لأي تحالف يجمع بين فئات ذات أفكار سياسة متباينة ولو بعض الشيء.

## أمثلة
يجمع الائتلاف الحالي في المملكة المتحدة بين حزب المحافظين والحزب الليبرالي. وقد سبق هذا حكومات ائتلافية لإيجاد وحدة وطنية في هذا البلد في زمن الحربين العالميتين الأولى والثانية وخاصة بعد الكساد العظيم في الثلاثينيات.
في بعض الدول، لا يمكن لأي حزب سياسي الفوز بالأغلبية في البرلمان، فتصبح كل الحكومات ائتلافية. وهذا ينتج عنه تغيير متكرر في الحكومة مثل الذي يحدث في إيطاليا حيث شهدت ما يزيد على 45 حكومة ائتلافية منذ نهاية الحرب العالمية الثانية. وفي فلسطين المحتلة يتناوب الحكم كتلة الليكود وهي ائتلاف من الأحزاب الصغيرة بالتبادل مع حكومة ائتلافية من حزب الليكود اليميني ومنافسه حزب العمل اليساري منذ عام 1977م.